# The Fillmore Concerts
The Fillmore Concerts is een dubbel-cd van de The Allman Brothers Band uit 1993, waarop een compilatie staat van vijf optredens opgenomen op 12 en 13 maart en 27 juni 1971 in de Fillmore East te New York.

## Geschiedenis
De opgenomen concerten waren eerder verschenen op de dubbel-lp At the Fillmore uit 1971. Deze heruitgave bevat opnamen die opnieuw geremixt zijn en bevat opnamen die niet op het oorspronkelijke dubbelalbum uit 1971 waren verschenen. Tom Dowd, de producer destijds van de dubbel-lp, legde uit dat de lp niet voldoende speelduur had en dat daarom een keuze gemaakt moest worden wat op de lp moest worden geperst. Dit is onder andere te horen op kant 3, waar de Whipping Post overgaat in de Mountain Jam en deze hoorbaar wordt weggedraaid. Op de cd is dit nummer, een bewerking van Donovan's single There is a Mountain uit 1967, volledig te beluisteren. Dankzij moderne digitale studiotechnieken en de grotere kwaliteit (in bandbreedte en opslagruimte) van de cd was Tom Dowd, naar eigen zeggen, in staat om een veel zorgvuldiger productie van de opnamen te maken.

## Nummers

### At Fillmore East(1971)

#### Kant een
1. "Statesboro Blues" (Will McTell) – 4:17
2. "Done Somebody Wrong" (Clarence L. Lewis, Bobby Robinson, Elmore James) – 4:33
3. "Stormy Monday" (T-Bone Walker) – 8:44

#### Kant twee
1. "You Don't Love Me" (Willie Cobbs) – 19:15 ("Soul Serenade"/"Joy to the World" medley in the ending portions)

#### Kant drie
1. "Hot 'Lanta" (Gregg Allman, Duane Allman, Dickey Betts, Butch Trucks, Berry Oakley, Jai Johanny Johanson) – 5:17
2. "In Memory of Elizabeth Reed" (Dickey Betts) – 13:04

#### Kant vier
1. "Whipping Post" (Gregg Allman) – 23:03

### The Fillmore Concerts(1993)

#### Cd een
1. "Statesboro Blues" (Willie McTell) (12 maart tweede show) – 4:15
2. "Trouble No More" (McKinley Morganfield) (12 maart tweede show) – 3:46
3. "Don't Keep Me Wonderin'" (G. Allman) (13 maart eerste show) – 3:20
4. "In Memory of Elizabeth Reed" (Betts) (13 maart eerste show/13 maart tweede show) – 12:59
5. "One Way Out" (Marshall Sehorn, Sonny Boy Williamson, James) (27 juni) – 4:55
6. "Done Somebody Wrong" (Lewis, Robinson, James) (13 maart tweede show) – 4:11
7. "Stormy Monday" (T-Bone Walker) (13 maart tweede show) – 10:19
8. "You Don't Love Me" (Cobbs) (13 maart eerste show/12 maart tweede show) – 19:24

#### Cd twee
1. "Hot 'Lanta" (D. Allman, G. Allman, Betts, Oakley, Johanson, Trucks) (12 maart tweede show) – 5:11
2. "Whipping Post" (G. Allman) (13 maart tweede show) – 22:37
3. "Mountain Jam" (Donovan Leitch, D. Allman, G. Allman, Betts, Oakley, Johanson, Trucks) (13 maart tweede show) – 33:41
4. "Drunken Hearted Boy" (Elvin Bishop) (13 maart tweede show) – 7: